# Südboa
Die Südboa (Boa occidentalis) ist eine im Gran Chaco im Norden Argentiniens, in Paraguay und im Südosten Boliviens endemisch vorkommende Art der Boas (Boidae).  Die Südboa ist als einzige Boa-Art unter Anhang I des Washingtoner Artenschutzübereinkommens gelistet und unterliegt dem generellen Vermarktungsverbot.

## Beschreibung
Die Grundfärbung ist bei erwachsenen Tieren dunkelbraun mit 23 bis 29 weißen Einsprenkelungen. Die Jungtiere sind hingegen hell- bis mittelgrau mit cremefarbenen Einschlägen. Die beim Jungtier noch deutlich sichtbaren, miteinander verbundenen dunklen Sattelflecken sind bei erwachsenen Südboas kaum noch von der Grundfärbung zu unterscheiden. Die Augenflecken auf den Körperseiten sind cremefarben. Die Bauchfärbung ist stark variabel mit braunen, gelben, schwarzen oder weißen Flecken. Der Schwanz ist einfarbig dunkelbraun bis schwarz und zeigt cremefarbene Flecken. Die Schwanzunterseite hat die gleiche Färbung wie Bauch. Die durchschnittliche Größe liegt bei 220 bis 280 cm, Exemplare über 300 cm sind aber ebenfalls möglich. Männchen haben ein durchschnittliches Gewicht von 4,06 kg, Weibchen sind mit durchschnittlich 6,13 kg deutlich schwerer. In der Rumpfmitte weist der Rücken 64 bis 87 Schuppenreihen auf. Südboas haben 242 bis 251 Bauchschuppen, 45 Schuppen auf der Unterseite des Schwanzes, 2 Analschilde und 21 bis 22 Oberlippenschilde.

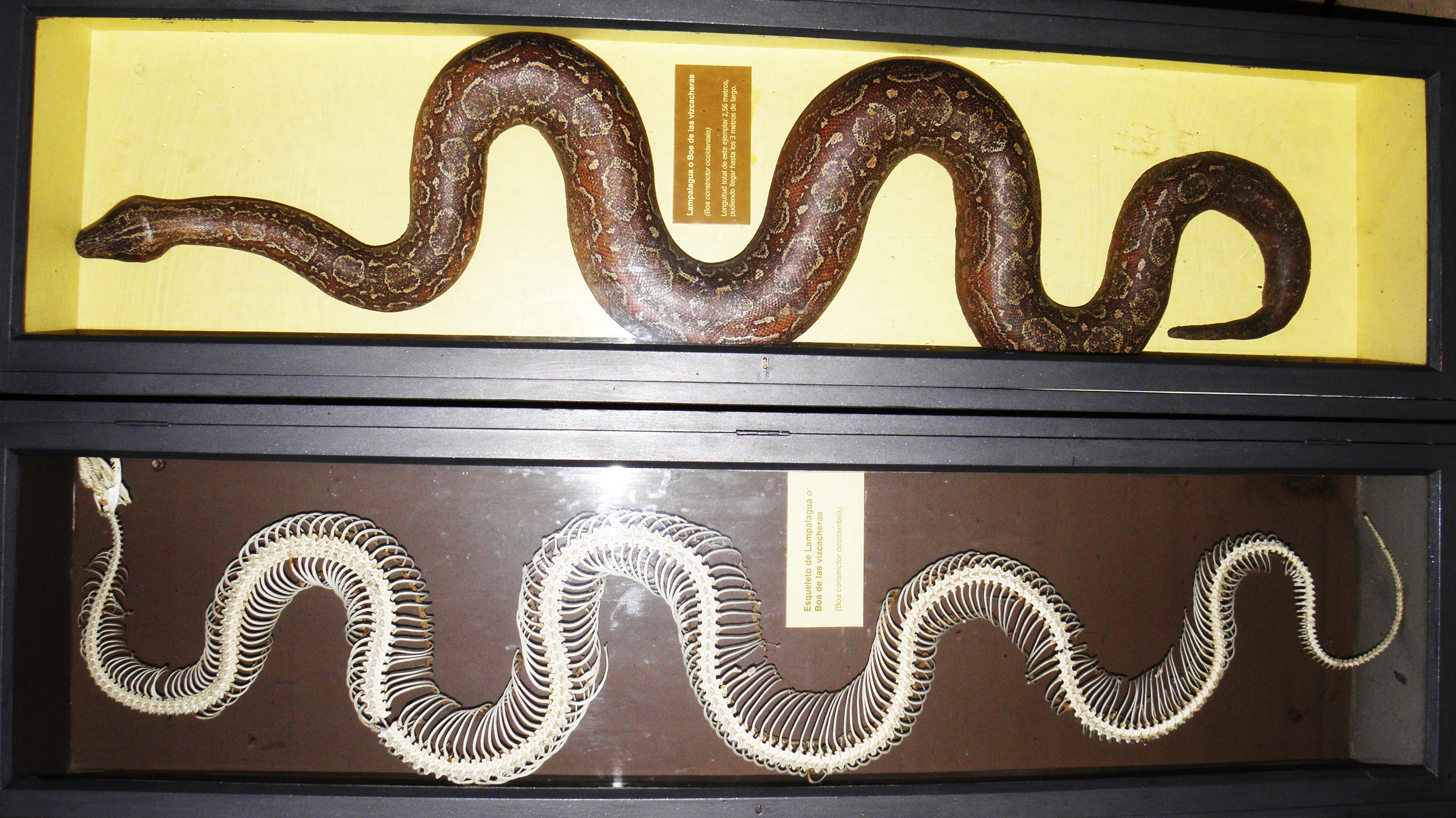
Präpariertes Exemplar und Skelett einer Südboa

## Lebensraum und Fortpflanzung
Die Südboa ist ein Endemit des von Trockenwäldern und Dornbuschsavannen geprägten Gran Chaco im Norden von Argentinien, im westlichen Teil von Paraguay und im Südosten Boliviens. Wie alle Boas ist sie lebendgebärend (ovovivipar) und vermehrt sich während der Trockenzeit von April bis September, in der die für gewöhnlich einzelgängerische Schlange auch in Paarungsverbänden mit einem erwachsenen Weibchen und ein bis drei erwachsenen Männchen gefunden wird. Das Verhältnis zwischen reproduktiven und nicht-reproduktiven Weibchen beträgt 1:1, was darauf hindeutet, dass sich die Weibchen nicht jährlich fortpflanzen. Sich vermehrende Weibchen haben eine bessere Kondition (Masse im Verhältnis zur Körperlänge) als nicht-reproduktive Weibchen. Die Anzahl der Neugeborenen liegt bei 15 bis 33 und hängt normalerweise von der Größe des Weibchens ab.

## Systematik
Die Erstbeschreibung der Südboa veröffentlichte 1873 der chilenische Zoologe Rudolph Amandus Philippi. Sie galt über einen sehr langen Zeitraum als Unterart der Abgottschlange (Boa constrictor), obwohl sie sich schon äußerlich in ihrer Färbung deutlich von dieser unterscheiden lässt. B. occidentalis unterscheidet sich zusätzlich durch einen bestimmten Haplotyp von den übrigen südamerikanischen Boa-Taxa und 2024 wurde die Südboa bei der Erstbeschreibung von Boa atlantica in den Rang einer eigenständigen Art erhoben. Innerhalb der Klade südamerikanischer Boa-Arten hat sie eine basale Position.